# Famille Bordes
Pour les articles homonymes, voir Bordes.
La famille Bordes est une famille française, originaire de l’Armagnac, en Gascogne, et établie au Chili, à Bordeaux et à Paris, où elle a formé une lignée de négociants armateurs.

## Histoire
Antoine-Dominique Bordes naît en 1815 à Gimbrède, fils de Barthélemy, docteur-médecin et adjoint au maire de cette commune, soit quinze ans après son frère aîné Antoine, armateur de baleinières résidant à Bordeaux. Sont issues de ce mariage trois générations de négociants qui ont perpétué l'activité d'armement maritime, en ayant pour devise Union et Persévérance. Henri Bordes a ainsi dirigé une compagnie de navires à vapeur et son fils Antoine fut directeur de la Compagnie générale maritime.
Barthélemy Bordes (1766-1840) provenait d'une famille ancienne et notable de l’Agenais, comprenant des chirurgiens et des officiers royaux depuis le XVIIe siècle.

## Filiation
Pierre de Bordes, procureur du Roi en la juridiction de Puymirol, consul et notaire royal, était le père ou l'oncle paternel de[réf. nécessaire] : 
- Jean-Raymond de Bordes (1670-1735), maître chirurgien juré à Céran, qui épousa Jeanne du Pinay, arrière-petite-fille de Jacques de Bastard (?-1630), gouverneur de Fleurance et homme d'armes dans la compagnie du duc d'Anjou[9] :
  - Jean Blaise Bordes (1706-1762), maître chirurgien à Fleurance, dont :
    - Marion (1733-1809), épouse Étienne Bigourdan, président de la société populaire de Fleurance, chirurgien.
    - Jean (1739-1806), chirurgien à Flamarens, dont :
      - Antoine (1772-1816), négociant et pharmacien à Dunes, qui épousa Marie-Madeleine du Cauzé de Balignac.
      - Barthélemy (1766-1840), médecin, conseiller municipal de Gimbrède, dont (suivant) :
- Antoine Aimé Dominique (1800-1850), négociant, dont :
  - Henri Bonaventure (1842-1911), armateur, membre de l'Académie de Bordeaux, directeur adjoint de l'Armement Bordes, dont :
    - Antoine Pierre Jean (1870-1951), officier de marine, membre de l'Académie de Bordeaux, directeur régional de la Compagnie générale transatlantique, dont :
      - Jean Eugène Paul Henri (1897-1983), compositeur et officier au 123e régiment d'infanterie[7], dont postérité.

    - Jean Henri (1879-1957), officier au 15e régiment de dragons, capitaine à la commission du port de Bordeaux.
- Antoine-Dominique Apollinaire (1815-1883), armateur, fondateur de l’Armement Bordes, administrateur-délégué de la Compagnie générale maritime[10], dont :Le Persévérance, quatre-mâts de l'armement Bordes.

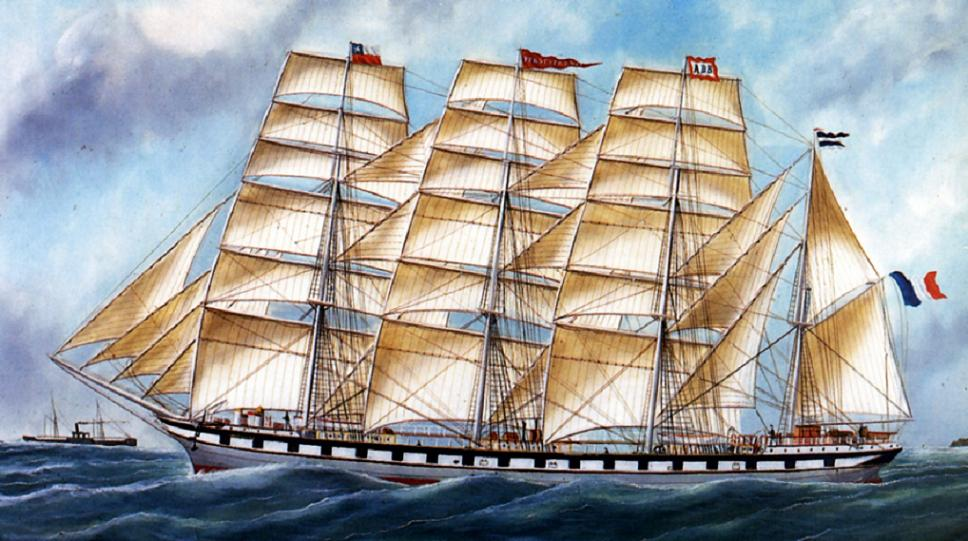
Le Persévérance, quatre-mâts de l'armement Bordes.

  - Charles Casimir Adolphe (1858-1918)[11], directeur général de la société Bordes, puis Compagnie française d’armement et d’importation de nitrate de soude, qui épousa Marthe Lesca, dont postérité.
  - Marie Blanche Henriette Amélie (1859-1947), épouse Léon Prom, négociant armateur.
  - Alexandre Louis Barthélemy (1860-1943)[12], directeur général de la Compagnie française d’armement et d’importation de nitrate de soude, sous-secrétaire d’État à la Marine marchande, qui épousa Madeleine Bertera-Wappers[13], dont :
    - Alexandre Fernand François Joseph Bordes (1896-1967), administrateur de sociétés, père de Gérard Claude Bordes (1936-1981), journaliste et politologue d'extrême-droite.

  - François Joseph Antonin (1863-1940), directeur adjoint de la société Bordes, puis Compagnie française d’armement et d’importation de nitrate de soude, qui épousa Louise Charpin, sans postérité.
  - Caroline Élise Alexandrine (1865-1924), épouse Enrique Lataillade Queheìlle, officier de la Marine espagnole.
  - Valentine Irène Marie Thérèse (1869-1921), épouse Henry de Secondat de Montesquieu, maire de La Brède.

## Demeures
- Hôtel de Tourny (Bordeaux)
- Villa Manoureva (Arcachon)
- Villa Algérienne (Lège-Cap-Ferret)[14]
- Château des Gravières (Lormont)
- Villa San José (Menton)
- Villa Nellcote (Villefranche-sur-Mer)
- Villas Tijuca et Le Cottage (Villefranche-sur-Mer)
- Hôtels Bordes (Paris[15] et Bordeaux[16])
- Châteaux de Migneaux et de Fauveau (Villennes-sur-Seine)
- Villas Argi Eder et Harriet Baïta (Saint-Jean-de-Luz)

## Armes
| Image | Blasonnement |
| ----- | --- |
|       | Famille Bordes : De gueules, à la bordure d'or chargée de huit grenades tigées et feuillées de sinople. Armes déclarées par Pierre Bordes, procureur du Roi à Puymirol, lors de l’enregistrement d’Hozier de 1698. Armes parlantes (de gueules bordé d'or). |

## Alliances
Les principales alliances de la famille Bordes sont : de Bastard (1606), Gautier, du Pinay (1702), Senat (1730), Maillou (1732), Bigourdan (1762), Fauré (1764), Bordes (1795, 1800 et 1837), Pagès (1825), Normand de Lamulottière (1866), Fourché (1896), Duprat (1862), Audubert (1922), Féau (1933), Thillaye du Boulay (1929), Vézia (1969), Guénard, Duchatelle, Béliard, Moser (1857), Abadie (1960), Villetorte, Lesca (1890), Ancelin de Saint-Quentin, Couillault-Delavau (1968), Cabaud, Marly, Baguenault de Puchesse, Chédor (1929), Carlier (1972), de Chabaud La Tour (1920), Bertera-Wappers (1893), Levallois de Saint Michel-Dunezat (1936), Wauthion (1957), Branthôme (1969), Schwebig, Raymond (1965), Blanche, Corso, Perrin, Mathieu, de Chorivit de Sagardiburu, Charpin (1916), du Cauzé de Balignac (1799), Moulenq de Bordeneuve (1813), Duranton (1846), Trabut-Cussac (1890), Guillot de Suduiraut (1892), Gueyne (1958), Caisey (1959), Guénard, Azuelos (1952), Baron (1955), Henshaw (1953), Dubosq-Lettré (1920), Guérin (1925), Jazedé (1825), Condomine (1825), Labatut de Brunel (1828), de Maistre (1943), Coquereau (1955), de Sèze (1957), Cottin (1920), Prom (1879), Bequette (1925), Lataillade y Bordes (1927), Petit (1965), Lataillade y Queheìlle, de Secondat de Montesquieu et de Roquefort (1891).

## Hommages
- Avenue Louise Bordes, à Villefranche-sur-Mer.
- Salle consacrée à l’armement Bordes au Musée des cap-horniers de la tour Solidor, à Saint-Malo.
- Rue Antonin Bordes, à Auch.
- Les crus Expedición du producteur de vins chilien Finca Patagonia[18].